# Církvice, Kutná Hora
Církvice là một làng thuộc huyện Kutná Hora, vùng Středočeský, Cộng hòa Séc.